# 塔綠班
塔綠班是2021年8月起在台灣網路論壇PTT出現的流行語，取自伊斯蘭原教旨主義組織塔利班的諧音，主要用於泛綠陣營以外的其他反對陣營，用以惡意戲稱泛綠陣營民主進步黨及其支持者或「1450網軍」。

## 由來

### 背景
2021年8月至9月，塔利班奪取阿富汗政權，讓「塔利班」一詞成為熱議話題；一些網友們以「塔綠班」（取自「塔利班」諧音）一詞來調侃民主進步黨及相關人物，在PTT引發熱議討論。例句「好的，塔綠班」。
8月27日，台灣伊斯蘭協會針對塔綠班相關議題表示，塔綠班調侃相對不算太嚴重，但也希望國際上不要對穆斯林有偏見；又稱祝福「那些謾罵伊斯蘭和嘲笑穆斯林的人」心靈早日得到平靜。
9月21日，網紅「焦糖哥哥」陳嘉行在臉書貼出綠底白字圖卡「我就塔綠班」，被臉書以「貼文違反社群守則中有關危險人物和組織的規定」為由下架，怒批臉書「終於發現（塔綠班）這三個字是仇恨言論了嗎」。

### 後續發展
2021年10月18日，藝人柯宇綸在臉書獨派網路插畫家「魔魔嘎嘎」貼文底下留言「祝福台島演藝圈早日解嚴」，諷刺中華人民共和國政治環境，遭許姓網友留言「好的，塔綠班」。柯宇綸提起民事訴訟向許姓網友求償新台幣20萬元，並強調對「塔綠班」三字零容忍。2022年11月18日，臺灣臺北地方法院一審判決，許姓網友是針對可受公評之事進行適當評論，而且以戲謔的方式反諷柯宇綸，非情緒性謾罵，應受《中華民國憲法》言論自由之保障，並未侵害柯宇綸的名譽權，因此免賠。名嘴朱凱翔在其臉書粉絲專頁「不演了新聞台」發文諷刺柯宇綸，「法院認證的天字第一號塔綠班兵，洞洞么（001），柯宇綸；兵科專長：已知用火」。

## 爭議

### 「塔綠班」T恤
2021年8月27日，朱學恆在臉書上發出一張以「塔綠班」為主題的白底綠字短袖T恤的圖片，引起話題。8月28日，衛生福利部恆春旅遊醫院麻醉專科醫師邱豑慶不滿塔綠班T恤圖片，在推特發文號召檢舉朱學恆臉書貼文涉嫌恐怖主義，但沒成功。有響應邱豑慶號召的網友表示，他先在臉書貼文呼籲大家檢舉朱學恆臉書貼文涉嫌恐怖主義，收到「檢舉失敗」的通知後，他在自己的貼文下方留言「FB不認為那是恐怖主義」，結果被臉書禁言三天。8月29日，朱學恆在臉書發文諷刺：「塔綠班真的會發動鍵盤聖戰欸……然後塔綠班聖蟑士還真的就自爆被禁言三天」。

### 塔綠班歌曲爭議
2021年8月，朱學恒把一個標題帶有「塔綠班」字眼的影片上傳至YouTube，影片中黃暐瀚、高虹安、朱學恆合唱由他創作的「塔綠班之歌」，改編自英文老歌《This Old Man》。相關行為被綠營指責是製造仇恨。9月21日，高虹安在臉書稱批評者為「塔綠班」和「聖蟑士」，認為批評者「無限上綱」，又認為他們沒有就台灣2019冠狀病毒病疫情期間死去的800人去批評政府機構「瀆職」。另一方面，高虹安則否認失言，並認為自己遭受輿論霸凌；黃暐瀚則表示，就他唱出歌詞中的「綠畜」一詞致歉，往後會謹言慎行。
一名泛綠支持者認為《塔綠班之歌》中的「綠畜」有侮辱之意，向台北地方法院控告朱學恆、黃暐瀚及高虹安涉嫌《中華民國刑法》「妨害名譽罪」。2022年3月11日，台北地檢署檢察官裁定，「綠畜」一詞沒有特定針對的對象，與妨害名譽罪構成要件不符，故給予朱學恆、黃暐瀚及高虹安不起訴處分。

## 評論
9月21日，中國國民黨臺北市議員徐巧芯認為，「塔綠班」並非指稱全體民進黨支持者，而是指稱少數「綠營狂粉」在網路上到處出征、發動「鍵盤聖戰」攻擊不同意見者的行為。使用「塔綠班」諷刺綠營狂粉把民進黨當成宗教信仰，把科學視為異端。「塔綠班」不見得等同於全體民進黨支持者，但是他們在網路上聲量最大、作為特別囂張；他們面對疫情時的各種雙重標準，更讓這些特質被突顯。「塔綠班」一詞會在網路上爆紅，反應了部分民進黨側翼、網軍、過激狂粉令人厭惡的一面，才會產生共鳴、讓大家琅琅上口。
9月22日，國民黨臺北市議員王欣儀質詢柯文哲，「塔綠班」代表的意義是正面還是負面？柯文哲答，「你就把它當作好笑，這樣就好了」。
9月25日，律師兼台灣民眾黨屏東縣黨部代理主任委員劉家榮認為，民進黨急著開記者會抨擊講“塔綠班”的人是“濫用言論自由”，等於坐實“塔綠班”就是在講民進黨自己；如果民進黨想撕開這個負面標籤與印象，就要“黨的利益不能大於台灣利益”，否則只會造成反效果與更多不滿。如果民進黨政府認為“塔綠班”一詞不妥，就要趕快改變作法，廣納民意，對民眾好的事情趕快去做，做到像2016年蔡英文上任總統時所講的“最會溝通的政府”；只要改變兩到三個月，民眾就會有感，“塔綠班”一詞就自動消失了。
10月3日，徐巧芯批評，「塔綠班」是指民進黨部分偏激的支持者或側翼網紅在網路上到處出征霸凌，結果民進黨開始有人跑出來說「不要戰人民」，民進黨玩稻草人論證玩不膩。